# 沈涵 (隆慶進士)
沈涵（1541年—1602年），字維敬，號鹤石，武功左衛匠籍浙江德清縣人，明朝政治人物。

## 生平
順天府鄉試第七十六名舉人。隆慶五年（1571年）中式辛未科會試第一百三十四名，三甲第四十四名進士。刑部觀政，授章丘知县，萬曆三年（1575年）七月选授山东道试监察御史，四年三月實授山东道御史，巡按宣大，五年养病。六年复除福建道御史，差巡按陕西，七年丁憂歸。九年十月復除本道御史，十年巡按福建，升歸德知府，十一年患病致仕，萬曆三十年卒。

## 家族
曾祖沈銓；祖父沈謐；父沈珤，兵部主事。母王氏。慈侍下。弟沈潜。